# سافج غاردن
سافج غاردن (بالإنجليزية: Savage Garden)‏ كانا ثنائي بوب أسترالية ، حاز الثنائي قدراً كبيراً من النجاح بين عامي 1997 و2001. الفرقة تألفت من دارين هايس كمغني ودانيال جونز كعازف، حيث قامت الفرقة بتقديم عدد من الأغاني التي احتلت المراكز الأولى في أواخر التسعينيات، ومن أبرز الأغاني التي تذكر اليوم للفرقة أغنية ترولي مادلي ديبلي "Truly Madly Deeply" التي تعد علامة بارزة للفرقة، إضافة لأغاني من قبيل To the Moon and Back، I Knew I Loved You، Crash and Burn، I Want You وAffirmation.
بدأت الفرقة بنشر العازف والمنتج الموسيقي دانيال جونز اعلاناً في جريدة "Time Off" الصادرة في بريزبان باحثاً عن مغني لفرقة Red Edge التي كانت مكونة من خمسة أفراد، ليستجيب دارين هايس والذي كان آنذاك يدرس في جامعة في المدينة ليطلب منه بالاشتراك في الفرقة فور الاختبار الأول له.

صورة لثنائي الفرقة على غلاف ألبوم أفرمشن الذي صدر في 1999.

في يونيو 1994 غادر دانيال ودارين الفرقة ليتابعا مهنتهما معاً، ليتسمى الثنائي باسم سافج غاردن أو «حديقة وحشية»، والذي استوحي من سلسلة روايات «وقائع مصاص الدماء» أو ذى فامباير كرونيكلز "The Vampire Chronicles" من تأليف آن رايس.
وبنهاية تلك السنة كان الثنائي قد سجلا أغانٍ كافية لتكوين شريط مجمع أول لهمل بحيث قدماه لعدد من شركات الموسيقى حول العالم. وفي 1995 دخلا الإستوديو لتسجيل أول ألبوم موسيقي.
قدم الثنائي ألبومان الأول حمل نفس اسم الفرقة سافج غاردن "Savage Garden" والذي صدر في 4 مارس 1997، وبيع منه 18 مليون نسخة حول العالم. الثاني فكان أفرمشن "Affirmation" الذي صدر في 9 نوفمبر 1999 وبيع منه 13 مليون نسخة حول العالم. كما قدما ألبوما مجمعاً لأفضل أغانيهما بتوزيع مختلف حمل اسم "Truly Madly Completely: The Best of Savage Garden" والذي صدر في الأول من نوفمبر 2005 إضافة لعددٍ من الأغاني الفردية والأغاني المصورة.

## انجازات وجوائز
باعت الفرقة مايزيد عن 25 مليون ألبوم، إضافة لبيعها 15 مليون أغنية منفردة حول العالم. كما أنها سجلت كأعلى فرقة أسترالية باعت ألبومات على الإطلاق.
كما ظلت الفرقة مدرجةً لمدة 5 سنوات ضمن سجل UK Albums Chart في بريطانيا بالرغم من اصدارها لألبومين فقط.
كما قدمت الفرقة أغنية "Affirmation" كجزء من الحفل الختامي لدورة الألعاب الأوليمبية الصيفية في سيدني العام 2000.
وفي موسوعة غينيس للأرقام القياسية تم تسجيل الفرقة باحرازها عشر من جوائز الاتحاد الأسترالي للتسجيلات الموسيقية "ARIA Music Awards" في عام واحد (1997). إضافة لجائزة بلاتينوم أوروبا من الاتحاد الدولي لصناعة الصوتيات "IFPI" لتخطي مبيعات ألبومهم حاجز المليون نسخة في أوروبا عام 1998.
وجائزة من جوائز بيلبورد الموسيقية "Billboard Music Award" في الولايات المتحدة في 1999. وجائزة من ورلد ميوزك أوردز في العام 2000. وجائزة من الجمعية الأمريكية للملحنين، المؤلفين والناشرين "ASCAP" في 2001، وعدد من الجوائز الأخرى.
في أكتوبر 2001 أعلنت الفرقة رسمياً انفصال ثنائي الفرقة ليسلك كل منهما طريقاً مختلفاً ليبدأ دارين في أول أغنية فردية له بإطلاقه لأغنية انسيشبل "Insatiable" في 2002 إضافة لألبوم سبن "Spin" الذي صدر في نفس السنة.
ورداً على سؤال أثناء مقابلة مع صحيفة دايلي تيليغراف في أغسطس 2007 حول إمكانية إعادة شمل الفرقة مجدداً رفض هايس الأمر تماماً."

## وصلات خارجية
- سافج غاردن على موقع IMDb (الإنجليزية)
- سافج غاردن على موقع ميوزك برينز (الإنجليزية)
- سافج غاردن على موقع أول ميوزيك (الإنجليزية)
- سافج غاردن على موقع ديسكوغز (الإنجليزية)

- الموقع الرسمي للفرقة
- Timeline of Savage Garden
- Savage Garden Discography